# 上清戸
上清戸（かみきよと）は、東京都清瀬市の地名。
現行行政地名は上清戸一丁目から上清戸ニ丁目。郵便番号は204-0013。

## 地理
清瀬市の中部に位置する。
東から時計回りに、清瀬市中清戸、新座市新堀、清瀬市元町、清瀬市中里、に隣接する。

## 交通

### 鉄道
| 隣接地域で利用可能な駅     | バス移動で利用可能駅                                  |
| -------------------------- | ----------------------------------------------------- |
| 西武池袋線 - 清瀬駅(SI 15) | JR武蔵野線 - 新座駅(JM 29) 東武東上線 - 志木駅(TJ 14) |

### バス
- 西武バス新座営業所

…が周辺の路線を運行している。

### 道路
- 東京都道24号練馬所沢線（小金井街道）
- 東京都道40号さいたま東村山線（志木街道）
- 市役所通り

## 施設

### 上清戸二丁目
清瀬市郷土博物館